# Dia Internacional de la Fraternitat Humana
El Dia Internacional de la Fraternitat Humana és un dia internacional, reconegut per la Assemblea General de les Nacions Unides, que se celebra el 4 de febrer, segons va acordar en la reunió del 21 de desembre de 2020 a través de la resolució 75/20012, per tal de promoure la tolerància cultural i religiosa. Amb aquesta resolució, que va ser proposada per Egipte i els Emirats Àrabs Units, les Nacions Unides convidaven tots els seus estats membres i altres organitzacions internacionals a commemorar anualment el Dia Internacional de la Fraternitat Humana el 4 de febrer.
Des que es va celebrar per primera vegada el 4 de febrer del 20217, el Dia Internacional de la Fraternitat Humana ha rebut suport de diferents líders mundials. El Papa Francesc, el xeic Ahmed al-Tayeb, Gran Imant d'Al-Azhar; i el president dels Estats Units, Joe Biden, han secundat la iniciativa.